# Bazilionai
Bazilionai is een plaats in de gemeente Šiauliai in het Litouwse district Šiauliai. De plaats telt 475 inwoners (2001).